# Coregonus zenithicus
Coregonus zenithicus és una espècie de peix de la família dels salmònids i de l'ordre dels salmoniformes.

## Morfologia
Els mascles poden assolir 40 cm de llargària total.

## Depredadors
És depredat per la llampresa de mar (Petromyzon marinus).

## Hàbitat
Viu a masses d'aigua dolça entre els 20-180 m de fondària i de clima temperat.

## Distribució geogràfica
Es troba a Nord-amèrica.

## Longevitat
Viu fins als 11 anys.